# 新米科拉伊夫卡 (普洛多羅德內市鎮)
47°7′24″N 35°15′36″E / 47.12333°N 35.26000°E
新米科拉伊夫卡（烏克蘭語：Новомиколаївка），是烏克蘭的村落，位於該國東南部扎波羅熱州，由梅利托波爾區的普洛多羅德內市鎮負責管轄，始建於1921年，面積0.57平方公里，海拔高度77米，2001年人口89，人口密度每平方公里156.1人。